# Magic Kaito
Magic Kaito (まじっく快斗, Majikku Kaito) is een shonen manga van Gosho Aoyama. Het heeft van 1988 tot 1994 gelopen in het weekblad Shonen Sunday.
Magic Kaito is een manga over de Japanse meesterdief Kaitou KID. De serie telt 5 tankobon. Op het moment is de serie stopgezet, de auteur heeft aangegeven na zijn huidige werk wellicht met Magic Kaito verder te gaan.
De tankobon worden zeer onregelmatig uitgegeven. De eerste twee delen kwamen uit in 1988, het derde deel in 1994. 
In februari 2007 werd het vierde deel van Magic Kaito uitgegeven in Japan, waarin de tot die tijd ongebundelde hoofdstukken verzameld werden. Aoyama heeft hiervoor in de weken voorafgaand op de uitgave nog enkele extra hoofdstukken geschreven om een nieuw deel te kunnen vullen.
In juli 2017 was na tien jaar sinds het voorgaande deel in Japan het vijfde deel uitgegeven. 

## Verhaal
Kuroba Kaito, een jonge goochelaar, komt op een dag erachter dat zijn gestorven vader Kuroba Touchi de wereldberoemde dief "Kaitou KID" was. Ook komt hij erachter dat zijn vader niet is omgekomen, maar is vermoord omdat hij Kaitou KID was.
Kaito besluit dan het alter ego van zijn vader over te nemen en Kaitou KID weer te laten leven. Zo hoopt hij de moordenaars van zijn vader te vinden.
Later komt hij erachter dat een geheimzinnige organisatie zijn vader heeft vermoord, omdat Touchi het juweel "Pandora" niet voor hen had willen stelen. "Pandora" zou met haar tranen onsterfelijkheid kunnen bieden. Nu tracht Kaito "Pandora" eerder te vinden dan de organisatie.

## Karakters
Kuroba Kaito (黒羽 快斗)
De hoofdrolspeler van de serie. Een 17-jarige jongen, die niet onverdienstelijk is in de meeste sporten en in goochelen. Hij kan echter totaal niet schaatsen. Ook heeft Kaito een angst voor vissen.
Hij heeft een jeugdvriendin genaamd Nakamori Aoko, die hij graag plaagt.
Zijn alter ego is Kaitou KID (怪盗キッド, Kaitou Kiddo), een meesterdief die de politie altijd te slim af is en zelfs van tevoren brieven stuurt met raadseltjes over zijn volgende kraak.
Kaitou KID is geen naam die hij zichzelf heeft gegeven, maar het is wat het publiek hem noemt. Bij de politie staat KID bekend als Kaitou 1412 (怪盗1412), het nummer van zijn dossier. Een journalist vond dat Kaitou 1412 speelde met de politie zoals een kind met zijn speelgoed. Hij herschreef zijn dossiergetal "1412" tot "KID." (Dit is apocrief beschreven in de manga Detective Conan, deel 16)
Nakamori Ginzou (中森 銀三)
De inspecteur in het politiekorps van Tokio die verantwoordelijk is voor het onderzoek naar Kaitou KID en tevens de vader van Nakamori Aoko. Hij jaagt al jaren op Kaitou KID, zonder succes. Hij weet niet dat de huidige Kaitou KID niet de originele Kaitou KID (Touchi) is. Nakamori beschouwt zichzelf als de enige rivaal van Kaitou KID.
Hij heeft Kaito eens ervan verdacht Kaitou KID te zijn, maar moest toch van zijn theorie afstappen omdat KID en Kaito tegelijkertijd op verschillende plekken waren gezien.
Nakamori Aoko (中森 青子)
De jeugdvriendin van Kaito en dochter van Ginzou. Kaito plaagt haar vaak, wat haar soms tot waanzin en agressieve buien drijft. Ze is tevens hoofd van het anti Kaitou KID genootschap, omdat haar vader altijd voor schut wordt gezet door Kaitou KID. Zij weet niet dat Kaitou KID in werkelijkheid Kaito is.
Koizumi Akako (小泉 紅子)
Een klasgenote van Kaito en Aoko. Ze is tevens een heks met echte magische krachten. Ze heeft eens geprobeerd alle mannen verliefd op haar te laten raken, maar enkel Kaitou KID was tegen haar magie bestand. Hierdoor raakte zij verliefd op Kaitou KID. Akako weet dat Kaitou KID in werkelijkheid Kaito is.
Hakuba Saguru (白馬 探)
Een Engelse uitwisselingsstudent die in het derde deel van Magic Kaito verschijnt. Hij is een geslaagde detective en een groot fan van Sherlock Holmes. Saguru kleedt zich in de typische Holmes kleding en heeft een valk die Watson heet.
Ook hij tracht Kaitou KID te ontmaskeren en komt daar ook zeer dichtbij. Saguru vermoedt heel sterk dat Kaitou KID in werkelijkheid Kaito is, maar kan geen manier vinden om dat te bewijzen.
Jii Konousuke (寺井 黄之助)
Een oude man, die assistent was van de originele Kaitou KID. Tegenwoordig helpt hij Kaito bij zijn kraken.
Kuroba Touchi (黒羽 盗一)
De vader van Kaito. Een wereldberoemde goochelaar en de originele Kaitou KID. Men denkt dat hij door een ongeluk is omgekomen, maar Kaito weet dat hij is vermoord.
Momoi Keiko (桃井 恵子)
Een bebrilde klasgenote van Kaito en Akoko, tevens Aoko's beste vriendin.

## Gastoptredens
Magic Kaito loopt op dit moment niet meer, maar Kaitou KID maakt regelmatig nog een gastoptreden in een andere serie van Gosho Aoyama, namelijk Detective Conan. Hij komt dan recht tegenover de detective te staan uit de serie, wat altijd voor vermakelijke taferelen zorgt. Ook Hakuba Suguru laat zich een keer zien in Detective Conan.
Hieronder volgen de afleveringen van de Detective Conan TV serie, manga en de films waar Kaitou KID in voorkomt.
- Aflevering 76: "Conan vs Kaitou KID" (1 Uursspecial)
  - Gebaseerd op de chapters 16.6 t/m 16.9 van de manga.

- Afleveringen 132-134: "Magic Lover's Murder Case"
  - Gebaseerd op de chapters 20.2 t/m 20.6 van de manga.

- Aflevering 219: "The Gathered Detectives! Kudou Shinichi vs Kaitou KID" (2 uursspecial)
  - Gebaseerd op chapters 30.4 t/m 30.7 van de manga & kortverhaal "First Contact" (Enkel verkrijgbaar in hardcover).

- Aflevering 356: "Kaitou KID's Miracle Midair Walk" (1 uursspecial)
  - Gebaseerd op chapters 44.7 t/m 44.10 van de manga

- Afleveringen 394-396: "The Big Adventure in the Eccentric Mansion"
  - Gebaseerd op manga

- Film 03: "Detective Conan: The Last Wizard of the Century"
  - Origineel verhaal

- Film 08: "Detective Conan: The Magician of the Silver Sky"
  - Origineel verhaal

- Film 10: "Detective Conan: Requiem of the Detectives"
  - Origineel verhaal

- Detective Conan OVA 2004: Conan, KID & Crystal Mother
  - Origineel verhaal; prelude op Detective Conan film 08.

## Invloeden
Magic Kaito is geïnspireerd door de fictieve Franse dief Arsène Lupin, bedacht door Fransman Maurice Leblanc. De term Kaitou (怪盗) komt van de Japanse vertaling van Arsène Lupin. In Japan staat Lupin bekendstaat als Kaitou Lupin (怪盗ルパン). Een Kaitou betekent letterlijk "vreemde dief". Dit komt voort uit het feit dat zowel Lupin als Kaitou KID van tevoren aangeven wanneer en wat ze precies gaan stelen, wat normale dieven natuurlijk niet doen.